# 오픈 톱 버스
오픈 톱 버스(Open top bus)는 2층 버스의 2층 천장 부분을 뚫어 만든 버스다. 더 쉽게 밖을 볼 수 있는 장점이 있으나, 눈이나 비가 오는 날씨에는 쓸 수 없다는 단점이 있다.

## 이용
오픈 톱 버스는 유지 및 보수의 어려움으로 인해 저가의 시내버스에서보다 시티투어버스에서 많이 사용한다. 런던, 홍콩, 부산, 워싱턴 DC 등의 도시에서 활용중에 있다. 대한민국에서는 부산시티투어버스에서 국내 최초로 도입해 현재 2대가 운용중에 있다.